# Un cavaller a Camelot
Un cavaller a Camelot  (títol original: A Knight in Camelot) és un telefilm estatunidenc dirigit l'any 1998 per Roger Young, distribuït per Walt Disney, amb Whoopi Goldberg i Michael York. Inspirat en la novel·la de Mark Twain, Un Yankee al tribunal del rei Arthur (A Connecticut Yankee in King Arthur's Court). Ha estat doblada al català.

## Argument
La física Viviane Morgan és enviada, amb el seu ordinador portàtil i lector CD, a l'Edat Mitjana, al tribunal del rei Arthur a Camelot, en un disfuncionament de la màquina en la qual treballava. Tot i que és condemnada a ser cremada viva, descobreix que aquell dia ha d'haver-hi una eclipsi solar. Amb els seus "poders màgics", fa doncs "reaparèixer" el sol, i és d'aquesta manera ennoblida pel rei i feta Cavaller, amb el nom de "Messire Patrona" : pot a partir d'aquest moment asseure's, amb els uns altres cavallers, a la Taula Rodona. Comença llavors a modernitzar la vida diària del tribunal.

## Repartiment
- Whoopi Goldberg: Dr. Viviane Morgan
- Michael York: el Rei Artús
- Paloma Baeza : Sandy
- Simon Fenton: Clarence
- James Coombes : Messire Lancelot
- Robert Addie : Messire Sagramor
- Ian Richardson : Merlin
- Amanda Donohoe : la reina Reina Ginebra